# Thomas Anz
Thomas Anz (* 24. Februar 1948 in Göttingen) ist ein deutscher Literaturwissenschaftler und Literaturkritiker. Vor seiner Emeritierung war er zuletzt Professor für Neuere deutsche Literatur an der Universität Marburg.

## Leben
Anz studierte Neuere deutsche Literaturwissenschaften, Linguistik und Soziologie in München. 1976 wurde er mit einer Dissertation zum Frühexpressionismus promoviert; er war dann Wissenschaftlicher Assistent bei Walter Müller-Seidel. 1981/82 arbeitete Anz als Feuilletonredakteur bei der Frankfurter Allgemeinen Zeitung. 1982 bis 1990 war er Akademischer Rat an der Universität München, nach seiner Habilitation 1987 bis 1990 Privatdozent und Leiter des „Aufbaustudiengangs Literaturkritik“ in München, danach bis 1998 Professor für Neuere deutsche Literaturwissenschaft und Literaturvermittlung an der Universität Bamberg, seit Oktober 1998 Professor für Neuere deutsche Literatur in Marburg. 1999 gründete er die Onlinezeitschrift literaturkritik.de, die monatlich auch als Druckausgabe erscheint.
Seine Arbeitsschwerpunkte liegen nach eigenen Aussagen auf der literarischen Moderne zwischen 1900 und 1933, deutschsprachiger Gegenwartsliteratur nach 1968, Literatur-, Medizin- und Psychologiegeschichte seit dem 18. Jahrhundert, Literaturgeschichte und historischer Kulturanthropologie, psychologischer Ästhetik, Literaturkritik und literarischer Wertung, literaturwissenschaftlicher Theorie und Methodologie und Literaturvermittlung in den Medien.

## Werke

### Autor
- Literatur der Existenz. Literarische Psychopathographie und ihre soziale Bedeutung im Frühexpressionismus. Metzler, Stuttgart 1977, ISBN 3-476-00356-6 (zugl. Dissertation, Universität München 1976).
- Gesund oder krank? Medizin, Moral und Ästhetik in der deutschen Gegenwartsliteratur. Metzler, Stuttgart 1989, ISBN 3-476-00652-2 (zugl. Habilitationsschrift, Universität München 1987).
- Franz Kafka. 2. Aufl. Beck, München 1992, ISBN 3-406-33162-9 (Beck’sche Reihe Autorenbücher; 143).
- Literatur und Lust. Glück und Unglück beim Lesen. Beck, München 1998, ISBN 3-406-42800-2
- Literatur des Expressionismus. 2. Aufl. Metzler, Stuttgart 2010, ISBN 978-3-476-12329-9 (Sammlung Metzler; 329).
- Marcel Reich-Ranicki. Dtv, München 2004, ISBN 3-423-31072-3
- Unlust und Lust am Ekelhaften in Literatur und Kunst. In: Ekel. Darstellung und Deutung in den Wissenschaften und Künsten. Hg. Hermes A. Kick. Guido Pressler Verlag, Hürtgenwald 2003. S. 148–159
- Franz Kafka. Leben und Werk (C.H. Beck Wissen). Neuaufl. Beck, München 2009, ISBN 978-3-406-56273-0
- Marcel Reich-Ranicki. Sein Leben Insel Verlag, Berlin 2020, ISBN 978-3-458-68108-3

### Herausgeber
Aufsätze
- Literatur und Emotion. In: Mitteilungen des Deutschen Germanistenverbandes, Jg. 54 (2007), H. 3, S. 283–388, ISSN 0418-9426 (zusammen mit Martin Huber).
- Literatur im 21. Jahrhundert. In: Mitteilungen des Deutschen Germanistenverbandes, Jg. 55 (2008), H. 2, S. 113–218, ISSN 0418-9426 (zusammen mit Ellen Schindler-Horst).

Bücher
- Phantasien über den Wahnsinn. Expressionistische Texte. 2. Aufl. Hanser, München 1983, ISBN 3-446-12875-1.
- Die Dichter und der Krieg. Deutsche Lyrik 1914-1918. Hanser, München 1982, ISBN 3-446-13470-0, 272 S. (zusammen mit Joseph Vogl).
- Expressionismus. Manifeste und Dokumente zur deutschen Literatur 1910-1920. Metzler, Stuttgart 1982, ISBN 3-476-00412-0 (Epochen der deutschen Literatur/Materialienband).
- „Es geht nicht um Christa Wolf“. Der Literaturstreit im vereinten Deutschland. Neuaufl. Fischer Taschenbuchverlag, Frankfurt/M. 1995, ISBN 3-596-12575-8.
- Die Modernität des Expressionismus (Bamberger Symposium zum Expressionismus 1993). Metzler, Stuttgart 1994, ISBN 3-476-01245-X (zusammen mit Michael Stark).
- Erich Kästner: Trojanische Esel. Theater, Hörspiel, Film (Werke; Bd. 5). Neuaufl. Hanser, München 2004, ISBN 3-446-20486-5.
- Psychoanalyse in der modernen Literatur. Kooperation und Konkurrenz. Königshausen & Neumann, Würzburg 1999, ISBN 3-8260-1727-7 (zusammen mit Christine Kanz).
- Der Fall Otto Gross. Eine Pressekampagne deutscher Intellektueller im Winter 1913/14. Verlag LiteraturWissenschaft.de, Marburg 2002, ISBN 3-936134-02-2 (zusammen mit Christina Jung).
- Literaturkritik. Geschichte-Theorie-Praxis (Beck’sche Reihe; Bd. 1588). 5. Auflage. Beck, München 2007, ISBN 3-406-51095-7 (zusammen mit Rainer Baasner).
- Caroline von Wolzogen: Agnes von Lilien. Roman. Mit Rezensionen von Friedrich Schlegel und Wilhelm von Humboldt sowie einem Nachwort. Verlag LiteraturWissenschaft.de, Marburg 2005, ISBN 3-936134-10-3. 289 S.
- Einleitung und Wiener Moderne. Hermann Bahr, Hugo von Hofmannsthal, Arthur Schnitzler, Karl Kraus (Psychoanalyse in der literarischen Moderne. Eine Dokumentation; Bd. 1). Verlag LiteraturWissenschaft.de, Marburg 2006, ISBN 978-3-936134-13-1 (zusammen mit Oliver Pfohlmann).
- Handbuch Literaturwissenschaft. Gegenstände, Konzepte, Institutionen. Metzler, Stuttgart 2007 (3 Bände).

1. Gegenstände und Grundbegriffe. 2007.
2. Methoden und Theorien. 2007.
3. Institutionen und Praxisfelder. 2007.

- Die Literatur, eine Heimat. Reden über und von Marcel Reich-Ranicki. Deutsche Verlags-Anstalt, München 2008, ISBN 978-3-421-04380-1.
- Sigmund Freud und das Wissen der Literatur (Spektrum Literaturwissenschaft; 16). Walter de Gruyter, Berlin 2008, ISBN 978-3-11-020038-6 (zusammen mit Peter-André Alt).
- Natur – Kultur. Zur Anthropologie von Sprache und Literatur. mentis Verlag, Paderborn 2009, ISBN 978-3-89785-682-0 (Deutscher Germanistentag; 2007).
- Literatur als Spiel. Evolutionsbiologische, ästhetische und pädagogische Aspekte (Spektrum Literaturwissenschaft; 22). De Gruyter, Berlin 2009, ISBN 978-3-11-022143-5 (zusammen mit Heinrich Kaulen).